# تایاترو
تایاترو (به انگلیسی: Thayatheru) یک منطقهٔ مسکونی در هند است که در بخش کنور واقع شده‌است.